# Виланова дел Батиста
Виланова дел Батиста (итал. Villanova del Battista) је насеље у Италији у округу Авелино, региону Кампанија.
Према процени из 2011. у насељу је живело 1102 становника. Насеље се налази на надморској висини од 690 м.

## Становништво
| 1931. | 1936. | 1951. | 1961. | 1971. | 1981. | 1991. | 2001. | 2011. |
| ----- | ----- | ----- | ----- | ----- | ----- | ----- | ----- | ----- |
| 2.644 | 2.797 | 3.141 | 3.054 | 2.526 | 2.388 | 2.233 | 1.998 | 1.777 |